# 三原由起子
三原 由起子（みはら ゆきこ、1979年 - ）は、日本の歌人。現代歌人協会会員、日本歌人クラブ参与。

## 経歴
1979年、福島県双葉郡浪江町生まれ。アスナロ幼稚園、浪江小学校、浪江中学校、いわき光洋高校を経て、共立女子大学国際文化学部日本文化コースを卒業。中学生で不登校になった際、国語教員に勧められて詩を作り、1995年の高校1年生の時から作歌。同年、第48回福島県文学賞短歌部門で青少年奨励賞を受賞。高校生から短歌を作り始め、1997年、第1回全国高校詩歌コンクール短歌部門優秀賞を受賞。2001年、第44回短歌研究新人賞候補。
2011年3月11日の東日本大震災で実家が被災。2013年、第一歌集『ふるさとは赤』（本阿弥書店）を出版し、第24回歌壇賞候補。2021年、新装版『ふるさとは赤』（本阿弥書店）を出版する。
大学在学中より、短歌同人誌「日月」所属していたが、2021年7月号をもって解散。現在無所属。夫は歌人玉城徹の息子で、下北沢の出版社いりの舎代表の玉城入野。

## 著書
- 『ふるさとは赤』（本阿弥書店、2013年） - 2021年、新装版刊行